# Reflexo flehmen

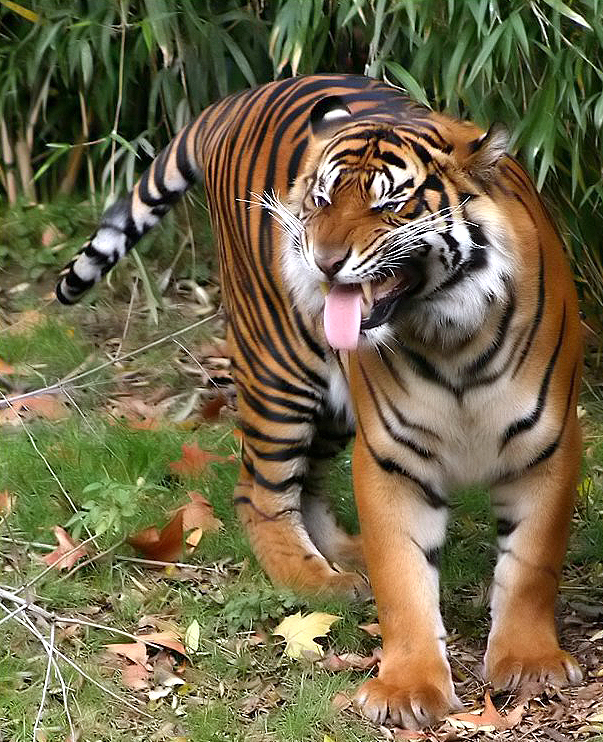
Um tigre exibindo a reação flehmen.

O reflexo (reação, resposta ou efeito) flehmen (do alemão flehmen, que significa erguer o lábio superior) é o nome que se dá, em zoologia, à reação presente nos mamíferos ungulados, felinos e outros, a fim de facilitar a percepção de feromônios e outros cheiros pelo órgão vomeronasal.
A flehmen envolve posturas características: o animal fica ereto, estende o pescoço e ergue a cabeça, abre bem as narinas, com pequena abertura da boca com enrolamento do lábio superior, muitas vezes expondo a gengiva superior. O termo foi usado primeiramente por Schneider, em 1930.
O reflexo pode estar ou não presente antes do ato copulatório do animal, como forma de perceber o macho a disponibilidade da fêmea para a reprodução.
A reação ocorre nos machos quando excitados pelo cheiro da secreção vaginal ou urina da fêmea, sendo ainda objeto de discussão se tal reflexo, bem como o movimento de extensão da cabeça que o acompanha, ajudam ou não os odores a chegarem até o órgão vomeronasal (experimentos com o bloqueio de seus dois ductos alteraram mas não impediram a ocorrência do reflexo em touros expostos aos feromônios de vacas no cio).
Em algumas espécies, contudo, a reação foi observada durante encontros entre animais do mesmo sexo - entre fêmeas ou entre machos; também há relatos de flehmen em algumas espécies entre uma fêmea e um recém-nascido ou ao líquido amniótico. Neste caso o reflexo faz parte do reconhecimento individual materno e, nos casos anteriores, como reconhecimento do status social, bem como para revelar o nível de hormônios do outro indivíduo.
Nos seres humanos não está descartada a hipótese de que o sorriso na fase da conquista possa ser uma reação flehmen, tal como a "careta" que esta produz nos outros animais; o mesmo poderia ocorrer com o próprio beijo.